# 14224 Gaede
14224 Gaede è un asteroide della fascia principale. Scoperto nel 1999, presenta un'orbita caratterizzata da un semiasse maggiore pari a 2,6587498 UA e da un'eccentricità di 0,1995234, inclinata di 0,79385° rispetto all'eclittica.